# 特定物債権
特定物債権（とくていぶつさいけん）とは、特定物（個性に着目して取引の対象となっている物）の引渡し（占有の移転）を目的とする債権をいう。

## 特定物債権の意義
例えば、特定の馬や特定の絵画などを対象として売買契約が成立した場合、買主の債権は特定物債権となる。

## 特定物債権の効果

### 善管注意義務
債権の目的が特定物の引渡しであるときは、債務者は、その引渡しをするまで、契約その他の債権の発生原因及び取引上の社会通念に照らして定まる善良な管理者の注意をもって、その物を保存しなければならない（民法400条）。この善管注意義務については2017年改正の民法（2020年4月1日法律施行）で「契約その他の当該債権の発生原因及び取引上の社会通念に照らして定まる善良な管理者の注意」と内容が契約の趣旨に照らして決定されることが明確化された。
ただし、履行遅滞に陥っていた特定物債権の債務者は、その後は履行について全責任を負い、履行不能となれば常にその責任も負うことになる（注意義務の加重）。一方、債権者の責めに帰すべき事由によって受領遅滞となったときは、債務者は故意・重過失についてのみ責任を負う（注意義務の軽減）。
なお、民法400条は任意法規であり特約で排除しうる。

### 特定物債権の履行
債権の目的が特定物の引渡しである場合において、契約その他の債権の発生原因及び取引上の社会通念に照らしてその引渡しをすべき時の品質を定めることができないときは、弁済をする者は、その引渡しをすべき時の現状でその物を引き渡さなければならない（民法483条）。
- 2017年の改正前の民法483条は「債権の目的が特定物の引渡しであるときは、弁済をする者は、その引渡しをすべき時の現状でその物を引き渡さなければならない。」と定めていた。
  - これは債務者は履行期の現状で目的物を引き渡せばよく、それをもって債務者は善管注意義務から解放されるという趣旨である[4]。
  - 目的物が毀損している場合には債務者は毀損した物を引き渡すこととなり、目的物がもはや同一性を失っている場合には債務は消滅することとなる[5]。ただ、この場合に毀損や同一性の変更の原因が債務者の責めに帰すべき事由によるときは民法400条の善管注意義務違反（債務不履行責任）の問題となる[5]。また、目的物が滅失して履行不能になっているときには危険負担の問題となる[6]。さらに果実の帰属の問題は民法575条等で処理されるものとされており、民法483条の適用場面はほとんどないという指摘もあった[6]。
  - 改正前の483条については、債務者が引渡しまでの対象物の保存義務を尽くさなかったときでも引渡時の現状で引き渡せば免責されるとの誤解を生むおそれがあると指摘された[2]。
- 2017年改正の民法（2020年4月1日法律施行）483条は、一般的な解釈運用をより明確にするため、「契約その他の債権の発生原因及び取引上の社会通念に照らしてその引渡しをすべき時の品質を定めることができないときは」の文言が追加された[2]。

なお、特定物債権の履行の場所は意思表示あるいは給付の性質によって定まるが、それにより定まらないときは民法574条・民法664条・商法516条などの各種の特別規定によって弁済の場所が定まり、それでも定まらない場合には契約時にその目的物が存在した場所においてなされることになる（484条1項）。

## 種類債権の特定との関係
特定後の種類債権は特定物債権であるとすると、民法483条により買主は瑕疵のある目的物を取り替えることはできないこととなるなど不合理を生じるため、種類債権は特定によって種類債権が特定物債権にかわると考えるべきではないとされる。